# Sv. Barbora z Chebu
Sv. Barbora z Chebu je plně plastická socha z lipového dřeva z období kolem roku 1500. Mohla být součástí mariánského retáblu jako jedna ze svatých panen, nebo oltáře se skupinou Čtrnácti svatých pomocníků. Jde o kvalitní řezbu ze starého fondu chebského muzea, o jejímž původu není nic známo. Je vystavena v expozici Muzea Karlovy Vary.

## Popis a zařazení
Plně plastická socha z lipového dřeva 99,5 × 24 × 16 cm, s drobnými zbytky polychromie, inv. č. P 4. Restauroval J. Tesař (1971) a J. Živný (1986).
Štíhlá figura s dívčími ňadry má na sobě těsný šat s půlkruhovým dekoltem. Natočením těla a ukročením pravé nohy vyvažuje atribut kalicha, který přidržuje oběma rukama u levého ramene. Celá kompozice sochy je velmi sevřená, až uzavřená v bloku. Neobvyklé pojetí má plášť, který odkrývá pravé rameno a loket a spadá přes záda jako antická tóga. Je přichycen rukou na levém boku na opačné straně je od prověšení pod pravou rukou řasen mísovitými záhyby s vytaženými hranami. Schéma roucha je redukováno pro frontální pohled. V oblasti hlavy se socha vyznačuje poměrně jemnou řezbou. Oválná tvář má vysoké čelo, plné tváře a kulatou bradu. Hlava s bohatými dlouhými vlasy nese vysokou korunu.
Svatá Barbora byla uctívána v horních městech jako patronka horníků a také jako patronka dobré smrti. V západočeské gotické plastice nemá tato socha žádné formální analogie a stylové východisko je možné hledat pouze ve švábské plastice konce 15. století, v okruhu raného díla Michela Erharta. Ševčíková sochu zařadila do širšího okruhu tzv. Mistra dvoustranné františkánské madony, ale novější literatura tuto souvislost nepotvrzuje. Příbuzná díla, která vyšla ze stejného stylového základu, lze nalézt spíše v jihozápadních Čechách. Chebská Barbora tak mohla vzniknout například v návaznosti na teritoriálně bližší hornorakouský Kefermarktský oltář, který ovlivnil jihočeské řezbáře, označované jako Mistr Oplakávání ze Žebráka a Mistr Oplakávání ze Zvíkova. Neobvykle štíhlé tělo, zvláštní postoj, plně modelovaný obličej i záhybový systém drapérie vykazuje podobnost s ženskými figurami v nástavci Kefermarktského oltáře (Madona, sv. Barbora, sv. Kateřina).

### Příbuzná díla
- Madona se světicemi ze sv. Maří u Prachatic
- fragment oltáře madony se sv. Barborou a sv. Kateřinou, Západočeské muzeum v Plzni

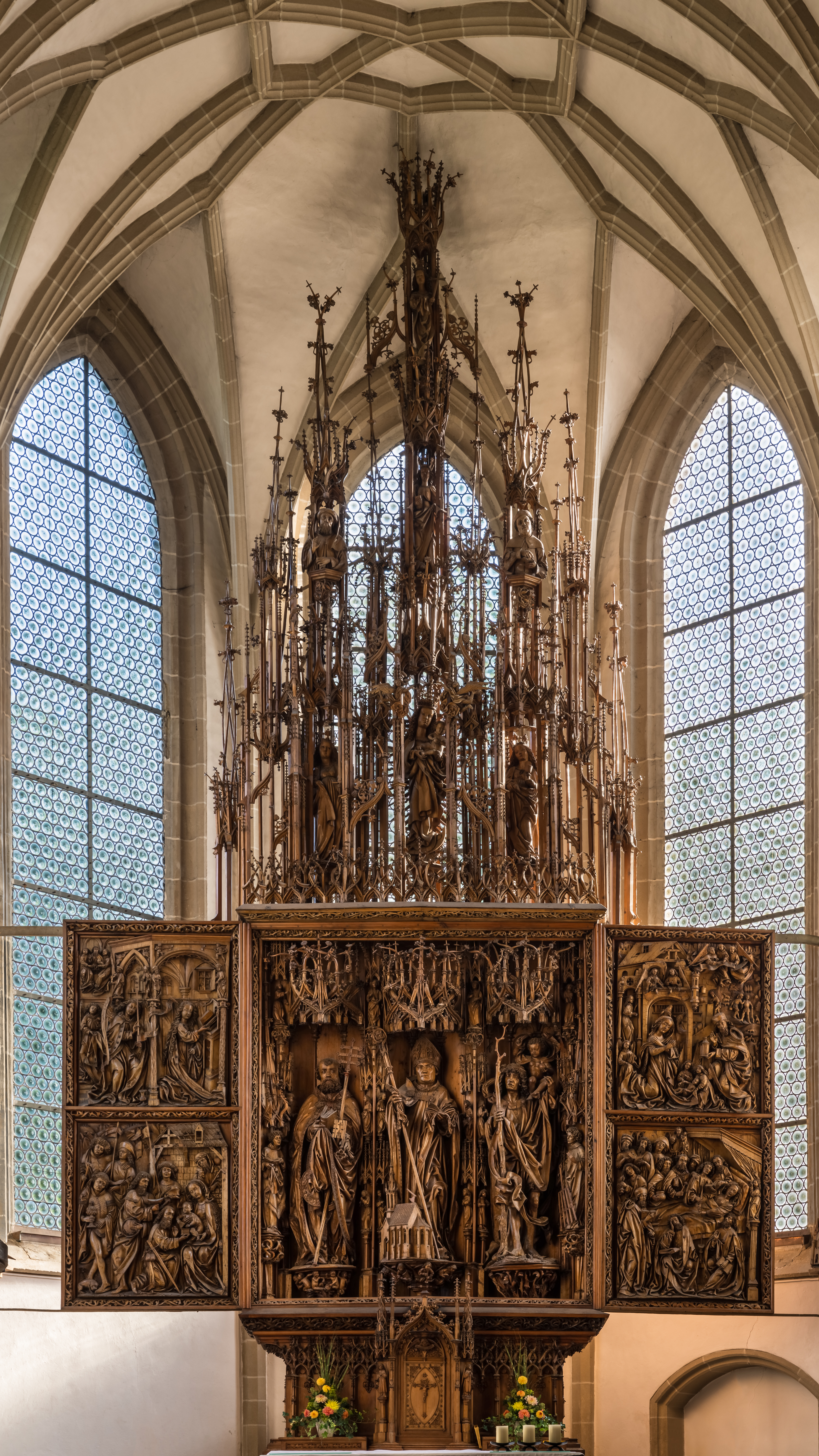
Kefermarktský oltář (1497)